# 傀儡子

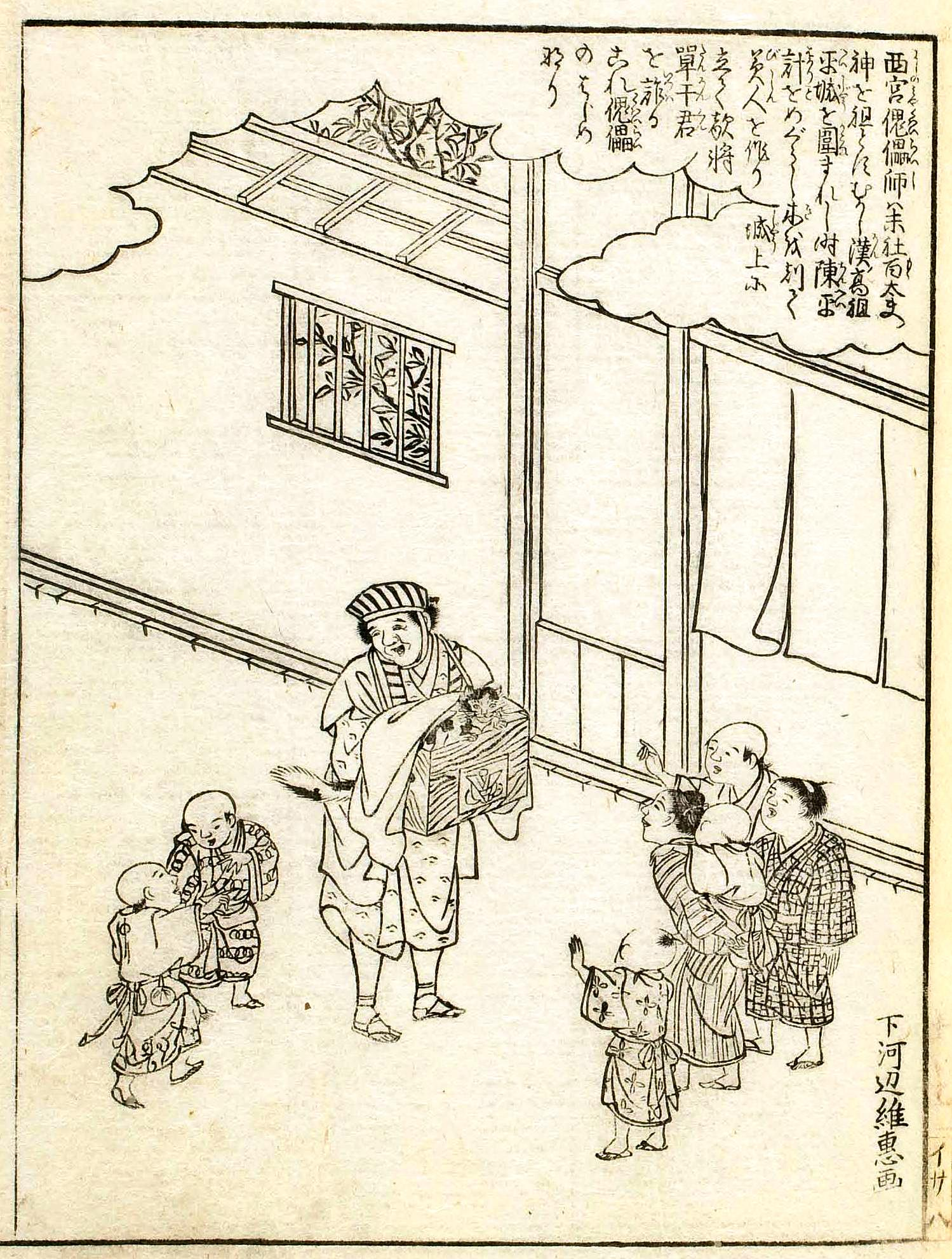
西宮傀儡師。摂津名所図会（18世紀）より。絵に添えて、「西宮傀儡師は末社百太夫神を租とす。むかし漢高祖平城を囲まれし時、陳平計をめぐらし、木を刻みて美人を作り城上に立てて敵将単于君を詐る。これ傀儡のはじまりなり」と説明がある。西宮神社の周辺は「えびす信仰」を諸国に広めたという傀儡師たちが住んでいた。首から下げた箱の中から猫のような小動物の人形を出すことから江戸では別名「山猫」とも呼ばれた。

傀儡子（くぐつし、くぐつ、かいらいし）とは、木偶（木の人形）またはそれを操る部族のことで、流浪の民や旅芸人のうち狩猟と傀儡（人形）を使った芸能を生業とした集団、後代になると旅回りの芸人の一座を指した語。傀儡師とも書く。また女性の場合は傀儡女（くぐつ め）ともいう。西宮発祥のものは正月に家々を廻ったことから冬の季語。

## 概略
平安時代（9世紀）にはすでに存在し、散楽などをする集団として、それ以前からも連綿と続いていたとされる。平安期には雑芸を演じて盛んに各地を渡り歩いたが、中世以降、土着して農民化したほか、西宮などの神社の散所民（労務を提供する代わりに年貢が免除された浮浪生活者）となり、えびす舞（えびすまわし、えびすかき）などを演じて、のちの人形芝居の源流となった。
平安時代には、狩も行っていたが諸国を旅し、芸能によって生計を営む集団になっていき、一部は寺社普請の一環として、寺社に抱えられた「日本で初めての職業芸能人」といわれている。操り人形の人形劇を行い、女性は劇に合わせた詩を唄い、男性は奇術や剣舞や相撲や滑稽芸を行っていた。呪術の要素も持ち女性は禊や祓いとして、客と閨をともにしたともいわれる。傀儡女は歌と売春を主業とし、遊女の一種だった。
寺社に抱えられたことにより、一部は公家や武家に庇護された。後白河天皇は今様の主な歌い手であった傀儡女らに歌謡を習い、『梁塵秘抄』を遺したことで知られる。また、青墓宿の傀儡女、名曳（なびき）は貴族との交流を通じて『詞花和歌集』にその和歌が収録された。
傀儡子らの芸は、のちに猿楽に昇華し、操り人形はからくりなどの人形芝居となり、江戸時代に説経節などの語り物や三味線と合体して人形浄瑠璃に発展し文楽となり、その他の芸は能楽（能、式三番、狂言）や歌舞伎へと発展していった。または、そのまま寺社の神事として剣舞や相撲などは、舞神楽として神職によって現在も伝承されている。
慶長18年1月15日（1613年3月6日）、夷舁の藤原吉次（監物）が浄瑠璃太夫として朝廷から「河内目」の受領名を与える宣旨を受けた。傀儡子が朝廷から受領名を認められたことはその地位の向上につながり、宝永5年（1708年）に京都の傀儡子・小林新助が、穢多頭の弾左衛門によって興業を妨害された件で江戸町奉行に訴えた際に、源頼朝の朱印状なる書類を提出して傀儡子支配の正統性を主張する弾左衛門に対して小林は藤原吉次の先例を引用して傀儡子は受領名を与えられる身分で被差別身分ではないことを主張し、町奉行は天皇の宣旨は臣下である頼朝の朱印状を破るとして小林の勝訴を宣言、これによって傀儡子や歌舞伎に対する弾左衛門の支配権は否認されることになった。
寺社に抱えられなかった多くも、寺社との繋がりは強くなっていき、祭りや市の隆盛もあり、旅芸人や渡り芸人としての地位を確立していった。寺社との繋がりや禊や祓いとしての客との褥から、その後の渡り巫女（歩巫女、梓巫女、市子）として変化していき、そのまま剣舞や辻相撲や滑稽芸を行うもの、大神楽や舞神楽を行う芸人やそれらを客寄せとした街商（香具師・矢師）など現在の古典芸能や幾つかの古式床しい生業として現在も引き継がれている。

## 傀儡子集団の源流
「傀儡」は中国語で人形を意味し、中国の偶人戯（人形劇）の人形も傀儡子と呼ばれる。「くぐつ」という音は、日本語古語説、中国語説、中国語経由の朝鮮語説など諸説ある。
「奈良時代の乞食者の後身であり、古代の漁労民・狩猟民である」とする林屋辰三郎説、「芸能を生地で中国人か西域人に学んだ朝鮮からの渡来人である」とする滝川政次郎説、「過重な課役に耐えかねて逃亡した逃散農民である」とする角田一郎説などがある。
また、平安時代の文人、大江匡房の『傀儡子記』に日本民族とは異なる習俗であるとあり、インドからヨーロッパに渡ったジプシーと同源で、インドから中国・韓国経由で日本に来た浮浪漂泊の民族とする奇説もある。白柳秀湖は、大江匡房の『傀儡子記』の記述から、「傀儡子」は大陸のジプシーが中国・朝鮮などを経て渡来した漂泊の民族であるが、「傀儡師」は時代が下り、その芸能を受け継いだ浮浪の人々であり民族的なものではない、としている。
その他に、その源流の形態を色濃く残すものとして、サンカ（山窩）との繋がりを示唆する研究者もいる。

## 『傀儡子記』
1087年に大江匡房によって書かれたもので、漢文体320文字程度の小品だが、当時の傀儡子たちがどのような生活様式をもち、どのように諸国を漂泊していたかがうかがわれる数少ない資料となっている。傀儡子集団は定住せず家もない、水草を追って流れ歩き、北狄（蒙古人）の生活によく似ているとし、皆弓や馬ができて狩猟をし、2本の剣をお手玉にしたり七つの玉投げなどの芸、「魚竜蔓延(魚龍曼延)の戯」といった変幻の戯芸、木の人形を舞わす芸などを行っていたとある。魚龍曼延とは噴水芸のひとつで、舞台上に突然水が噴き上がり、その中を魚や竜などの面をつけた者が踊り回って観客を驚かせる出し物である。
また、傀儡女に関しては、細く描いた眉、悲しんで泣いた顔に見える化粧、足が弱く歩きにくいふりをするために腰を曲げての歩行、虫歯が痛いような顔での作り笑い、朱と白粉の厚化粧などの様相で、歌を歌い淫楽をして男を誘うが、親や夫らが気にすることはなく、客から大金を得て、高価な装身具を持ち、労働もせず、支配も受けず安楽に暮らしていると述べ、東海道の美濃・三河・遠江の傀儡女がもっとも美しく、次いで山陽の播磨、山陰の但馬が続き、九州の傀儡女が最下等だと記す。なお、大江匡房は『遊女記』も著しており、「遊女」と「傀儡女」はどちらも売春を生業とするものの、区別して捉えていたとされる。

## ゆかりの場所
- 西宮神社近くに傀儡師故跡があり、首から箱を下げた傀儡師の半身像が建てられている[15]。傀儡師が人形芝居の元祖であると言われていることから、西宮市内に戎座人形芝居館もある。
- 愛知県半田市には、江戸後期から続く傀儡師のからくり人形が載った山車（田中組神楽車）があり、5月の亀崎潮干祭で演舞が披露される[16][17]。

## 画像

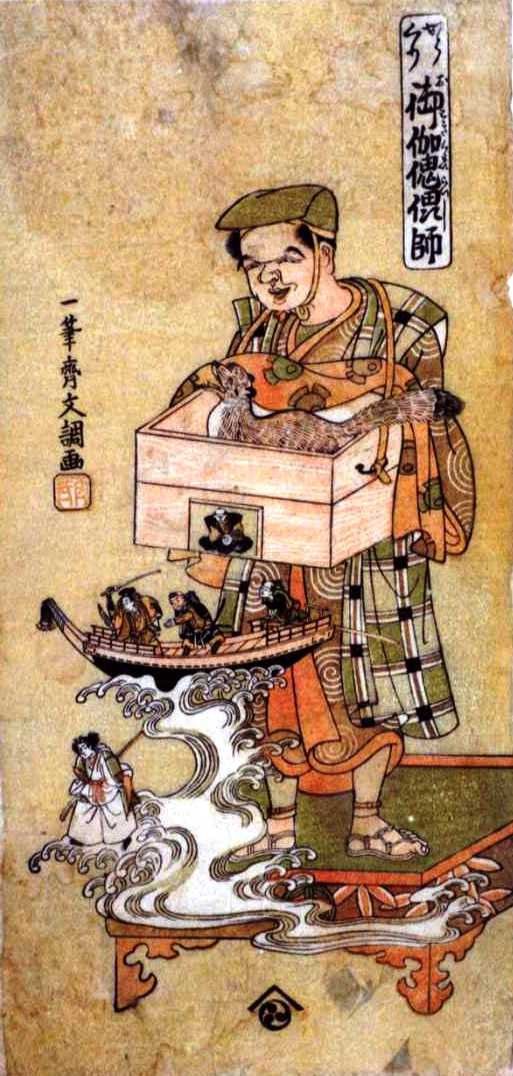
一筆斉文調「からくり御伽傀儡師」
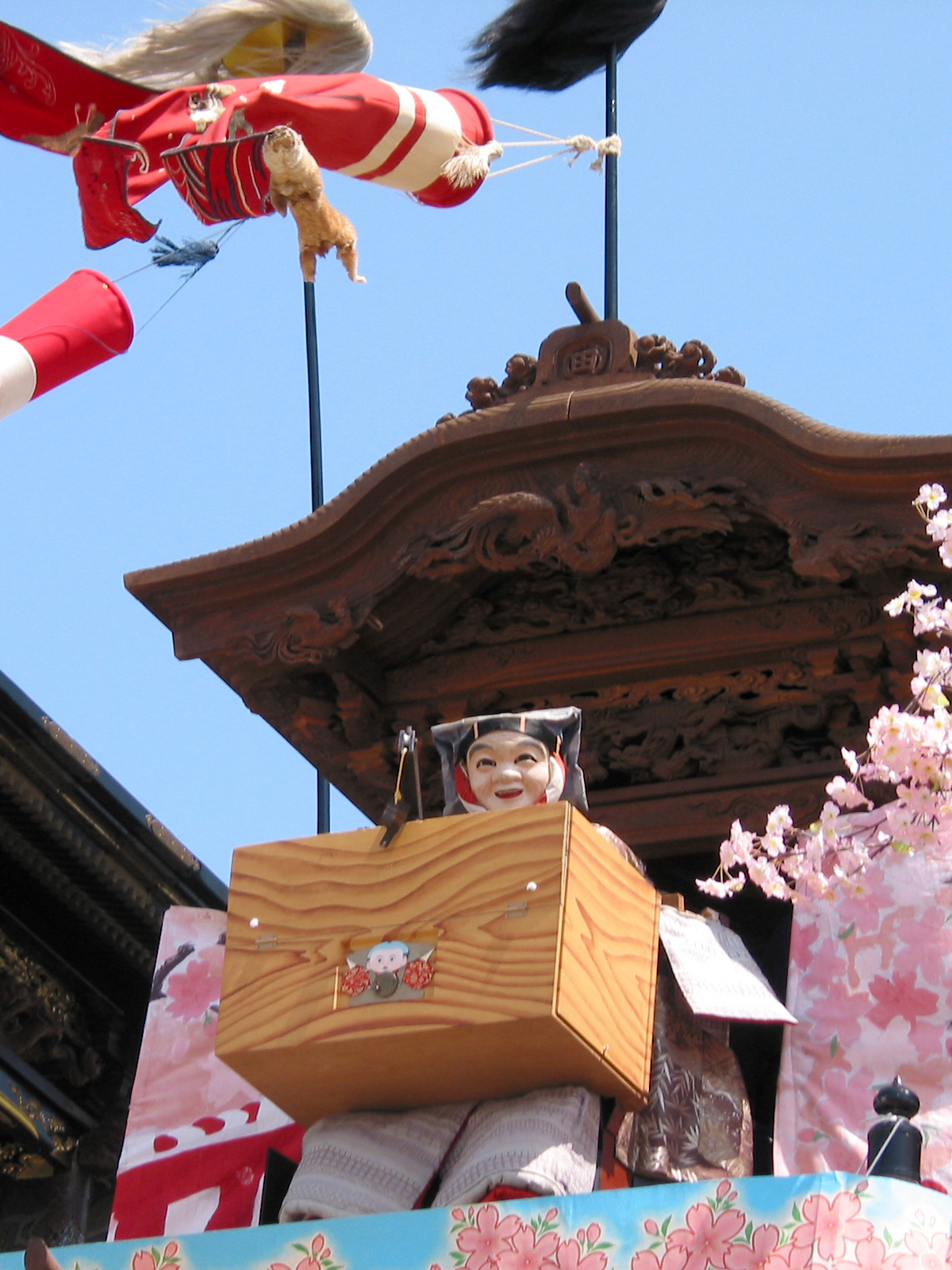
田中組神楽車のからくり人形「傀儡師」

## 関連作品
- 俳句では冬（新年）の季語。
  - 傀儡師阿波の鳴戸を小歌かな（宝井其角）
  - 節になる古き訛や傀儡師（炭太祇）
- 清元節・長唄『傀儡師』
- 芥川龍之介短編集『傀儡師』 （短編集の題のみで傀儡師という作品はない）
- 瀬戸内晴美小説『祇園女御』- 主人公が参道に捨てられていたのを拾って育てたという、傀儡師一座の頭領・鷲丸が登場。物語後半では、傀儡師同士で駆け落ち結婚した夫婦の間に出来た娘が主人公の妹分として引き取られる設定である。

## 関連事項
- 猿楽
- 巫女
- 舞神楽
- 神事
- 人形劇
- 剣舞
- 男寺党
- コクトゥカクシノルム
- 天津司舞
- 山窩